# 横川正市
横川 正市（よこかわ しょういち、1915年（大正4年）1月8日 - 2014年（平成26年）10月6日）は、昭和期の労働運動家、政治家。参議院議員（3期）、日ソ貿易協会顧問、キリスト者政治連盟委員長。

## 経歴
北海道出身。1929年（昭和4年）旭川師範学校附属小学校（現北海道教育大学附属旭川小学校）を卒業した。1932年（昭和7年）逓信省に入省し旭川郵便局で勤務した。
戦後、全逓信従業員組合（のちの日本郵政公社労働組合）に加わり、全逓北海道地区本部副委員長、同中央本部書記長、同執行委員長、日本官公庁労働組合協議会議長、国際郵便電信電話連合会評議員などを務めた。
1956年（昭和31年）7月の第4回参議院議員通常選挙に全国区から日本社会党公認で出馬して当選。1962年（昭和37年）7月の第6回通常選挙、1968年（昭和43年）7月の第8回通常選挙でも再選され、参議院議員に連続3期在任した。その間、参議院決算委員長、同逓信委員長、同図書館運営小委員長、選挙制度審議会特別委員、社会党統制委員、全逓特別組合員、全国電気通信労働組合（現NTT労働組合）顧問などを務めた。1974年（昭和49年）7月の第10回通常選挙には立候補せず政界を引退した。
1985年（昭和60年）春の叙勲で勲二等旭日重光章受章。
2014年（平成26年）10月6日、老衰のため東京都の病院で死去、99歳。死没日をもって正四位に叙される。

## 著作
- 『扉を開いてあたたかき日を : 21世紀を展望し対ソ世論に』新時代社、1984年。
- 『生きる民の根』エルピス、1997年。